# Pedro Rodríguez de Santisteban y Dávalos
Pedro Rodríguez de Santisteban y Dávalos (Málaga, c. 1552/1553-Lisboa, 1628) fue el I marqués de Cropani así como gobernador de Larache y caballero de la Orden de Calatrava.

## Vida
Era el segundogénito de Alonso Rodríguez Álvarez y de Magdalena de Santisteban y Jerez, ambos vecinos de Málaga, casados en esa ciudad en 1550.
El rey de España Felipe IV le concedió el título de marqués de Cropani por Real Decreto de 22 de julio de 1622.
El título fue fundado sobre la base de Cropani, territorio napolitano que pertenecía a la Corona de Sicilia, en posesión española.

## Descendencia
Tuvo una hija, nacida en 1599, Violante de Santisteban y Angúlo, II marquesa de Coprani que contrajo matrimonio con Jerónimo Rodríguez de Santisteban.